# Матиц Подлипник
Матиц Подлипник (словен. Matic Podlipnik; рођен 9. августа 1992. у Јесеницама, Словенија) професионални је словеначки хокејаш на леду који игра на позицији одбрамбеног играча. 
Јуниорску каријеру започео је у омладинском погону екипе Јесеница у сезони 2007/08, одакле је након две сезоне прешао у аустријски Ред бул из Салцбурга. Са Ред булом је у сезони 2009/10. освојио омладинску лигу, а у клубу је остао до сезоне 2011/12. када је прешао у чешку екипу Дукла из Јихлаве. 
Дебитантски наступ за сениорску репрезентацију Словеније остварио је на олимпијским играма у Сочију 2014. где је одиграо свих пет утакмица (Словенија освојила 7. место).